# Avdótino (Koltxúguino)
|  | Per a altres significats, vegeu «Avdótino». |

Avdótino (en rus: Авдотьино) és un poble de l'óblast de Vladímir, a Rússia, que en el cens del 2010 tenia 3 habitants. Pertany al districte de Koltxúguino.